# Забеловщина
Забе́ловщина (укр. Забілівщина) — село, расположенное на территории Борзнянского района Черниговской области (Украина).
Прежнее название — хутор Кукуриковщина. Нынешнее в честь украинского поэта Виктора Забилы, родившегося на хуторе.
Население составляет 528 жителей (2006 год).
Село Забеловщина находится примерно в 5 км к северо-востоку от центра города Борзна. Средняя высота населённого пункта — 123 м над уровнем моря. Село находится в зоне умеренно континентального климата.
Национальный состав представлен преимущественно украинцами, конфессиональный состав — христианами.